# ديوي فيليبس
ديوي فيليبس (بالإنجليزية: Dewey Phillips)‏ هو مقدم برامج إذاعية ودي جيه أمريكي، ولد في 13 مايو 1926 في كرامب في الولايات المتحدة، وتوفي في 28 سبتمبر 1968 في ممفيس في الولايات المتحدة.

## وصلات خارجية
- ديوي فيليبس على موقع الموسوعة البريطانية (الإنجليزية)